# 日野町立日野小学校 (鳥取県)
日野町立日野小学校（ひのちょうりつ ひのしょうがっこう）は、かつて鳥取県日野郡日野町本郷にあった公立小学校。1982年に根雨小学校と統合し、閉校となった。

## 沿革
- 1873年（明治6年） - 本郷学校開校。
- 1874年（明治7年） - 野田小学校開校。
- 1878年（明治11年）12月 - 本郷小学校と改称。
- 1880年（明治13年）9月 - 榎市小学校、本郷より分離。
- 1885年（明治18年） - 本郷・野田・榎市各校根雨尋常小学校に合併、各分校となる。
- 1887年（明治20年） - 本郷簡易小学校が根雨小から分離。
- 1888年（明治21年） - 下榎簡易小学校が本郷簡易小から分離。
- 1890年（明治23年）9月 - 野田簡易小学校が根雨小から分離・下榎小を合併。
- 1892年（明治25年）10月 - 渡尋常小学校開校、榎市小を廃校。安井尋常小学校開校、野田小廃校。
- 1936年（昭和11年）3月31日 - 日野尋常小学校開校、渡・安井小を合併。
  - 12月 - 小林分教場開設
- 1940年（昭和15年）月 - 日野尋常高等小学校と改称。
- 1941年（昭和16年）4月1日 - 国民学校令により日野国民学校と改称。
- 1947年（昭和22年）4月1日 - 学制改革により日野村立日野小学校と改称。
- 1953年（昭和28年）10月1日 - 日野村が根雨町へ編入合併により、根雨町立日野小学校と改称。
- 1959年（昭和34年）5月1日 - 根雨町と黒坂町が合併し日野町が発足により、日野町立日野小学校と改称[1]。
- 1978年（昭和53年） - 小林分校を廃止。
- 1982年（昭和57年）3月31日 - 閉校[2]。

## 進学先中学校
- 日野町立根雨中学校（当時）

## 現状・利用
本校舎は既に無く、国道180号を挟んだ向かいのバス停横に記念碑が設置されている。
跡地をリサイクル業者が借り受け資材置き場として利用されていたが、現在は撤退。
プールは養魚場として利用されている。